# مير هوارياري (مقاطعة دالاهو)
مير هوارياري (بالفارسية: میر هواریاری) هي قرية تقع في كرمانشاه في إيران. يقدر عدد سكانها بـ 13 نسمة .